# Stephen Dillane
Stephen John Dillane (Londen, 30 november 1956) is een Engels acteur van Australische afkomst. Hij werd in 2008 genomineerd voor een Emmy Award voor het spelen van Thomas Jefferson in de Amerikaanse miniserie John Adams. Hij won daadwerkelijk een Tony Award in 2000 voor zijn spel in Tom Stoppard's toneelstuk The Real Thing en een BAFTA TV Award in 2009 voor zijn hoofdrol in de televisiefilm The Shooting of Thomas Hurndall.
Dillane debuteerde in 1987 op het witte doek als Mr. Dunlop in de dramafilm Business as Usual. Sindsdien speelde hij in meer dan dertig films, meer dan veertig inclusief televisiefilms. Daarnaast is hij te zien in meer dan vijftien televisieseries. Zijn omvangrijkste rollen daarin zijn die als Stannis Baratheon in Game of Thrones, die als Karl Roebuck in The Tunnel en die als Alan Blunt in Alex Rider.
Dillane is vader van twee zonen. Zijn jongste zoon, Frank Dillane, maakte in 2009 zijn acteerdebuut als de zestienjarige versie van Tom Riddle in Harry Potter en de Halfbloed Prins. Dillane is de oudere broer van acteur Richard Dillane. 

## Filmografie

### Film
*Exclusief 10+ televisiefilms
| - The Outrun (2024) - Boxing Day (2021) - The Man in the Hat (2020) - The Professor and the Madman (2019) - Outlaw King (2018) - Mary Shelley (2017) - Darkest Hour (2017) - Zero Dark Thirty (2012) - Papadopoulos & Sons (2012) - Twenty8k (2012) - Perfect Sense (2011) - 44 Inch Chest (2009) - Storm (2009) - Freakdog (2008) - God on Trial (2008, televisiefilm) - Fugitive Pieces (2007) - Savage Grace (2007) - Goal II: Living the Dream (2007) - Klimt (2006) - The Greatest Game Ever Played (2005) | - Goal! (2005) - Nine Lives (2005) - Haven (2004) - King Arthur (2004) - The Hours (2002) - The Truth About Charlie (2002) - The Gathering (2002) - Spy Game (2001) - The Parole Officer (2001) - Ordinary Decent Criminal (2000) - The Darkest Light (1999) - Love and Rage (1998) - Déjà Vu (1997) - Firelight (1997) - Welcome to Sarajevo (1997) - Two If by Sea (1996) - La chance (1994, aka Power and Lovers) - Hamlet (1990) - Business as Usual (1987) - Comeback (1987) |

### Televisieserie
*Exclusief eenmalige gastrollen
- Kaos- Prometheus (2024 acht afleveringen)
- Alex Rider - Alan Blunt (2020-2024, 23 afleveringen)
- Red Election - William Ogilvy (2021, tien afleveringen)
- Vigil - Shaw (2021, zes afleveringen)
- A Touch of Cloth - Macratty (2013, twee afleveringen)
- Secret State - Paul J. Clark (2012, vier afleveringen)
- Hunted - Rupert Keel (2012, acht afleveringen)
- Eternal Law - Carl (2012, twee afleveringen)
- The Tunnel - Karl Roebuck (2013-2018, 24 afleveringen)
- Game of Thrones - Stannis Baratheon (2012-2015, 24 afleveringen)
- Secret State - Paul J. Clark (2012, vier afleveringen - miniserie)
- Hunted - Rupert Keel (2012, acht afleveringen)
- Eternal Law - Carl (2012, twee afleveringen)
- John Adams - Thomas Jefferson (2008, zes afleveringen)
- The Cazalets - Edward Cazalet (2001, zes afleveringen)
- Anna Karenina - Karenin (2000, vier afleveringen - miniserie)
- The Rector's Wife - Jonathan Byrne (1994, drie afleveringen)
- You, Me and It - James Woodley (1993, drie afleveringen - miniserie)
- Christabel - Peter Bielenberg (1988, vier afleveringen - miniserie)
- The One Game - Nicholas Thorne (1988, vier afleveringen)